# العاشبة (قفل شمر)

تعديل مصدري - تعديل

العاشبة هي إحدى قرى عزلة شمرين بمديرية قفل شمر التابعة لمحافظة حجة، بلغ تعداد سكانها 589 نسمة حسب تعداد اليمن لعام 2004.